# Ernogrammus walkeri
Ernogrammus walkeri és una espècie de peix de la família dels estiquèids i de l'ordre dels perciformes.

## Descripció
- Fa 28,8 cm de llargària màxima.
- 50-51 espines a l'aleta dorsal i 2 a l'anal.
- 31-33 radis tous a l'aleta anal.
- 53-55 vèrtebres.[4][8]

## Hàbitat i distribució geogràfica
És un peix marí, demersal (entre 1 i 21 m de fondària) i de clima subtropical, el qual viu al Pacífic oriental central: les esquerdes de les roques de les zones litorals i sublitorals del centre i del sud de Califòrnia (els Estats Units), incloent-hi el comtat de San Luis Obispo.

## Observacions
És inofensiu per als humans i, suposadament, nocturn.